# Celej
Celej – przysiółek w Polsce położona w województwie lubelskim, w powiecie łukowskim, w gminie Stoczek Łukowski.
W latach 1975–1998 miejscowość administracyjnie należała do województwa siedleckiego.
Przysiółek wchodzi w skład sołectwa Kapice-Celej w gminie Stoczek Łukowski. Według Narodowego Spisu Powszechnego z roku 2011 przysiółek liczył 64 mieszkańców.
Wierni Kościoła rzymskokatolickiego należą do parafii Wniebowzięcia Najświętszej Maryi Panny w Stoczku Łukowskim.